# Norska besittningar
Norge har genom historien haft en serie besittningar i norra Europa. Norges medeltida atlantiska välde med ursprung i Vikingatidens landnam, går i Norge under namnet Norgesveldet. Efter att Norge blev en dansk provins 1536 blev de besittningar som då återstod styrda från Danmark.
Historiska besittningar
- Färöarna 1035–1536
- Hebriderna 1095–1266
- Orkneyöarna 1098–1468
- Isle of Man 1152–1266
- Shetlandsöarna 1194–1468
- Island 1262–1536
- Norra Halland (danska Nørrehalland) 1287–1305

Nutida besittningar
- Svalbard, del av Norge med särskild status, sedan 1920 (Spetsbergtraktaten, traktaten i Paris)
- Bjørnøya, hör till Svalbard
- Jan Mayen, del av Norge med särskild status sedan 1929
- Bouvetøya, norskt biland från 1930
- Peter I:s ö, norskt biland från 1929
- Dronning Maud Land, norskt biland från 1933 (överhögheten över detta område och alla områden i Antarktis är inte internationellt erkända och drivs inte av anspråksländerna)